# Showdown in Little Tokyo
Showdown in Little Tokyo är en amerikansk actionfilm som hade biopremiär i USA den 23 augusti 1991, i regi av Mark L. Lester. I huvudrollerna ser vi Dolph Lundgren och Brandon Lee.

## Handling
Chris Kenner (Dolph Lundgren) är en amerikansk polis som ska sätta ditt Yakuza-ledaren Funekei Yoshida (Cary Hiroyuki Tagawa). Han får hjälp av den nya partnern, Johnny Murata (Brandon Lee).

## Rollista (i urval)
- Dolph Lundgren – Chris Kenner
- Brandon Lee – Johnny Murata
- Cary-Hiroyuki Tagawa – Funekei Yoshida
- Tia Carrere – Minako Okeya
- Toshishiro Obata – Sato
- Philip Tan – Tanaka
- Rodney Kageyama – Eddie
- Ernie Lively – Nelson

## Om filmen
Filmen fick mestadels negativa recensioner från kritikerna.
Efter Brandon Lees tidiga död, såg man en kraftig ökning av videoförsäljningen.